# Kechari mudra
Kechari mudra (en sánscrito: खेचरी मुद्रा, AITS: Khecarī Mudrā) es un mudra de lengua utilizado en las prácticas yóguicas. En Kechari mudra, la lengua se enrolla hacia adentro y se presiona contra el paladar blando, la úvula, la parte posterior de la garganta y la parte superior de la fosa nasal.
En el Hatha Yoga Pradipika, se considera una práctica para los iniciados. El Kechari mudra practicado en forma simultánea junto al Mula bandha y al Shambhavi mudra conforman el Mahamudra. El surgimiento espontáneo de Kevala kumbhaka y Kechari mudra, indican la purificación de los 72 000 nadis, los tres granthis (Brahma, Vishnu, Shiva), los 5 chakras primarios (muladhara, svadhishthana, manipura, anahata, vishudda) y el despertar de los siddhis.
Se ha sugerido que a partir de la práctica prolongada del mudra, en la etapa en la cual la lengua toca la parte superior de la fosa nasal, se estimula la glándula pineal que genera la producción de amrita ('néctar'), que contendría dimetiltriptamina endógena.

## Etimología y origen
La palabra en sánscrito Kechari mudra puede traducirse como 'el gesto que se utiliza para moverse a través del espacio / vacío':
- Kechari (en sánscrito: खेचरी, AITS: Khecarī) se traduce como 'el siddhi (poder yóguico) de moverse por el espacio' y se compone de dos palabras:[9]
  - khe- (en sánscrito: ख), un prefijo locativo que deviene de la palabra kha, que es un sinónimo de ākāśa, un término sánscrito que significa ‘éter’, ‘espacio’ o ‘cielo’.[10]
  - carī (en sánscrito: चर), es la forma femenina de cara', que significa 'lo que se mueve'.[11]

- Mudra (en sánscrito: मुद्रा, AITS: Mudrā), que significa 'sello, gesto' o 'gozoso'.[12]

Khecarī también se refiere a una divinidad femenina, por lo que Kechari mudra también puede traducirse como 'el poder yóguico femenino de moverse por el espacio'.

### Origen
Aparece en el libro del siglo XVI Hatha Yoga Pradipika, uno de los libros más importantes sobre Hatha yoga, escrito por Svātmārāma en donde se lista khecarī mudrā como uno de los diez mudras capaces de «destruir la vejez y eliminar la muerte» junto a mahāmudrā, mahābandha, mahāvedha, uḍḍiyānabandha, mūlabandha, jālandharabandha, viparītakaraṇī, vajrolīmudrā y śakticālana.
En el capítulo 3 versos 1-3 del Gheranda-samjita, un texto de finales del siglo XVII, se establece que el Kechari mudra es una de las 25 posturas que proporcionan siddhis a los yoguis. En el capítulo 7 versos 5-6 se indica que a partir de la práctica de este mudra de lengua se puede obtener un cierto tipo de samadhi denominado Rasananda samadhi ('éxtasis a partir del gusto'):

शाम्भव्या चैव भ्रामर्या खेचर्या योनिमुद्रया ।
ध्यानं नादं रसानन्दं  लयसिद्धिश्चुतुर्विधा ।। 5 ।।

पञ्चधा भक्तियोगेन मनोमूर्च्छा च षड्विधा ।
षड्विधोऽयं राजयोग: प्रत्येकमवधारयेत् ।। 6 ।।

5. Por medio de Shambhavi, Bhramari, Khechari y Yonimudra,
surgen cuatro tipos de Samadhis: Dhyananda, Nada, Rasananda y Laya siddhi.

6. El quinto tipo de samadhi se obtiene mediante la devoción y el sexto samadhi
es el llamado Raja Yoga. El buscador debe usar (beber) cada Samadhi.
Gheranda-samjita VII.5-6 por Gheranda.

En el verso 11 de capítulo 7 del Gheranda-samjita, se anota que «después de cultivar la práctica de Kechari mudra, la lengua del yogui se mueve hacia arriba. Como resultado, el buscador prueba el samadhi sin ninguna otra acción normal». Se ha mencionado que eventualmente, al tocar la lengua la parte superior de la fosa nasal, fluye el amrit ('néctar') Se ha teorizado que este néctar contiene DMT endógeno y es secretado por la estimulación de la glándula pineal a partir del mudra.

## Descripción
Este mudra para yoguis avanzados se describe en el capítulo III, «Mudras», del Hatha Yoga Pradipika de la siguiente manera:

atha khecarī: kapālakuhare jihvā praviṣṭā viparītagā
bhruvorantargatā dṛṣṭirmudrā bhavati khecarī.III.32.

chedanacālanadohaiḥ kalāṁ krameṇātha vardhayettāvat
sā yāvadbhrūmadhyaṁ spṛśati tadā khecarīsiddhiḥ.III.33.

32. Khecarī: con la lengua doblada hacia atrás se tapona el orificio de conexión del paladar con las fosas nasales y se fija la mirada entre las cejas.

33. La lengua debe alargarse gradualmente, cortando (el frenillo), agitándola y estirándola, hasta que pueda tocar el entrecejo; entonces se consigue realizar propiamente khecarīmudrā.
Hatha-yoga-pradípika III.32 por Svātmārāma.

En los ślokas del 34 al 37 se indica como cortar el frenillo de la lengua, «con cuidado y de forma gradual», a lo largo de seis meses para lograr «cerrar el punto donde se cruzan los tres nāḍīs, denominado vyomacakra».
En el śloka 42 se menciona que los siddhas han diseñado este mudra ya que a partir del hecho de que la mente y la lengua alcanzan akasha a través de su práctica. En el śloka 43 se indica que si la lengua toca la parte superior de la fosa nasal, «entonces el bindu (semen) no puede dejar su lugar incluso si se abraza a una mujer (realiza el coito)».

## Recomendaciones, riesgos y precauciones
El Kechari mudra es una práctica para yoguis avanzados que han dominado varias técnicas yóguicas previas. Dominar el mudra puede tomar meses o incluso años de práctica. No se recomienda la práctica sin la presencia de un instructor calificado y experimentado ya que un error puede causar daño en la lengua y complicaciones en el rostro.
Si bien en el Hatha Yoga Pradipika se indica el corte de la lengua, existen otras técnicas indicadas en el Raja Yoga como Talabya kriya que hacen innecesario el corte de la lengua.